# Thomas Fairfax
Thomas Fairfax, Thomas Fairfax, 3rd Lord Fairfax of Cameron (ur. 17 stycznia 1612, zm. 12 listopada 1671) – generał i naczelny dowódca podczas angielskiej wojny domowej.
Urodził się w Denton w pobliżu Otley (dziś dzielnica Leeds) w hrabstwie North Yorkshire jako najstarszy syn drugiego lorda Cameron z rodu Fairfaxów, Ferdinando Fairfaxa. W latach 1626–1629 studiował w St John’s College na Uniwersytecie Cambridge, następnie udał się do Niderlandów, by jako ochotnik walczyć w angielskiej armii dowodzonej przez Horace Vere'a. Wkrótce związki Fairfaxa z generałem Vere'em stały się ściślejsze, gdy latem 1637 roku poślubił jego córkę, Anne.

## Wojna domowa

### Początek wojny
Obaj Fairfaxowie, zarówno ojciec jak i syn, pomimo że służyli swemu królowi Karolowi I (Thomas był dowódcą jazdy, a w 1640 roku Karol I pasował go na rycerza), byli przeciwni niczym nieograniczonej władzy królewskiej i dlatego w sporze między królem a Parlamentem opowiedzieli się po stronie Parlamentu. Gdy przebywający w Yorku Karol usiłował stworzyć sobie zarodek armii pod pozorem formowania straży królewskiej, Fairfax otrzymał zadanie przedstawienia królowi błagalnej petycji, by ten wysłuchał głosu Parlamentu i zaniechał formowania wojsk. Próba przedstawienia petycji królowi miała miejsce podczas wielkiego zebrania właścicieli ziemskich i gospodarzy hrabstwa Yorkshire, zwołanego przez króla w Heworth Moor koło Yorku. Karol starał się uniknąć przyjęcia petycji, jednak Fairfax dogonił go i wsadził petycję do łęku królewskiego siodła.
Wybuchła wojna domowa. Lord Fairfax został wyznaczony na naczelnego wodza wojsk Parlamentu na północy. Thomas w stopniu generała lejtnanta dowodził jazdą pod komendą swego ojca. Zarówno ojciec, jak i syn, wyróżnili się w czasie kampanii prowadzonej na terenie hrabstwa Yorkshire.

### Naseby
Prowadzone ze zmiennym szczęściem walki trwały do przełomowego roku 1644, kiedy to York oblężony został przez połączone siły Parlamentu i Szkocji. Na ratunek zagrożonemu miastu ruszył wtedy z wszystkimi dostępnymi siłami książę Rupert. Doszło do bitwy na Marston Moor (2 lipca 1644 roku), która okazała się decydująca dla wojny toczonej w północnej Anglii. Młodszy z Fairfaxów poczynał sobie dzielnie na polu bitwy i chociaż wielokrotnie raniony, zdołał połączyć swe siły z Oliverem Cromwellem i jego zwycięską jazdą. Jeden z braci Thomasa, pułkownik Charles Fairfax, poległ podczas tej akcji. Ostatecznie markiz Newcastle, William Cavendish, opuścił północną Anglię. Wkrótce miasto York zostało zdobyte przez wojska Parlamentu, któremu tym samym podporządkowana została cała północna część kraju.
Jednak na południu i zachodzie Anglii Rojaliści wciąż byli silni. Trwająca od dwóch lat wojna i związane z nią uciążliwości sprawiły, że zmęczone społeczeństwo angielskie pragnęło jak najszybszego końca. Niezadowolony ze sposobu prowadzenia wojny Parlament uchwalił ustawę zabraniającą jego członkom piastowania stanowisk dowódczych w armii i flocie (tzw. Self-denying Ordinance) i w konsekwencji usunął ze stanowiska naczelnego wodza hrabiego Essex (Robert Devereux). Reformy wojskowe polegały na utworzeniu Armii Nowego Typu (New Model Ordinance), która zastępowała dotychczasowe regimenty Parlamentu. Naczelnym wodzem wybrany został Thomas Fairfax, a jego zastępcą w stopniu generała lejtnanta został pełniący obowiązki dowódcy jazdy Oliver Cromwell. Wkrótce zreformowana armia Nowego Typu udowodniła swoją wartość w bitwie pod Naseby (14 czerwca 1645). Po bitwie król uszedł do Walii a Fairfax obległ Leicester. Wkrótce potem opanował Taunton, Bridgwater oraz Bristol, poddając pod władzę Parlamentu całą zachodnią Anglię.
Fairfax przybył do Londynu 12 listopada 1645 roku. Król wrócił z Walii i zatrzymał się w Oksfordzie, gdzie był silny garnizon. Stamtąd wymknął się potajemnie, by przez Newark dotrzeć do Szkocji. We wrześniu 1646 roku skapitulował Oksford. Gdy broniący Wallingford Castle pułkownik Thomas Baggle poddał się oblegającemu go Fairfaxowi, król Karol I nie miał już żadnej twierdzy na terenie Anglii. W styczniu 1647 roku Szkoci postanowili przekazać króla Parlamentowi. Na czele przedstawicieli Parlamentu stanął Thomas Fairfax, który spotkał króla za Nottingham i towarzyszył mu w podróży do Holdenby.

### Okres pokoju
Po upadku Rojalistów rozpoczął się okres negocjacji między Parlamentem a królem, królem a Szkocją oraz między Prezbiterianami a Independentami – zarówno w Parlamencie, jak i poza nim. W rozmowach tych wkrótce zaczęła odgrywać poważną rolę Armia Nowego Typu. Naczelny wódz (Lord general) znalazł się w nieprzyjemnej pozycji między swoimi oficerami a Parlamentem. Do skarg żołnierskich na typowe w tych czasach zaległości płatnicze dołączyła polityczna propaganda Independentów. Doprowadziło to do tego, że w lipcu osoba króla została pochwycona przez Joyce’a – młodszego oficera kawalerii. Akt ten pokazał, że wszelkie próby kontrolowania armii przy pomocy artykułów wojskowych z góry skazane są na niepowodzenie. Armia stała się najgroźniejszą partią polityczną, coraz bardziej naciskającą na Parlament, by ten doprowadził do detronizacji, a następnie do ukarania Karola I.
Fairfax starał się możliwie największą część swego czasu spędzać w domu, starając się nawet zrezygnować z posady naczelnego wodza armii. Uległ jednak perswazjom i pozostał na dowódczym stanowisku. Na krótko przed wybuchem drugiej wojny odziedziczył po swym ojcu tytuł barona i urząd gubernatora Hull.

### Druga wojna, sąd i śmierć króla
W roku 1648 znów musiał walczyć z Rojalistami podczas drugiej wojny domowej. Ponownie jego operacje charakteryzowała inteligencja połączona z szybkością, zdecydowaniem i energią. Z powodzeniem oblegał Colchester, po którego kapitulacji zatwierdził egzekucję przywódców Rojalistów Charlesa Lucasa i George’a Lisle'a. W tym samym czasie Cromwell pod Preston zmiażdżył Szkotów.
Po zakończonej wojnie Fairfax zgadzał się z Cromwellem i czołowymi oficerami armii, że Karol powinien zostać ukarany. Stanął na czele składu sędziowskiego, który miał zająć się osądzeniem i ukaraniem króla. Gdy zdał sobie sprawę, że proces zmierza do wyroku śmierci, nie wziął udziału w ogłoszeniu końcowego wyroku.
Ostatni raz jako naczelny wódz armii wystąpił w maju 1649 roku podczas tłumienia ruchu Wyrównywaczy (Levellers) w Burford. Gdy w roku 1650 Szkoci opowiedzieli się po stronie Karola II i Anglii zagroziła kolejna inwazja, Fairfax zrezygnował z naczelnego dowództwa. Na jego miejsce naczelnym wodzem został Oliver Cromwell.

## Restauracja królestwa
Fairfax otrzymał za swe zasługi roczną rentę w wysokości 5 tysięcy funtów szterlingów, po czym aż do śmierci Cromwella odpoczywał w swoim domu w hrabstwie Yorkshire w Nunappleton. Problemy państwa zmusiły wkrótce lorda Fairfaxa do porzucenia domowego zacisza i wznowienia swej aktywności politycznej. George Monck zaproponował mu wkrótce pomoc w przedsięwzięciach podjętych przeciwko armii Johna Lamberta. W grudniu 1659 samo pojawienie się Fairfaxa w Yorkshire spowodowało, że 1200 jazdy opuściło barwy Lamberta i dołączyło do Fairfaxa. Wkrótce pozycja Lamberta uległa całkowitemu załamaniu, co otworzyło drogę do odtworzenia monarchii brytyjskiej. Wkrótce zwołano Parlament, a reprezentujący Yorkshire Fairfax został wyznaczony przez Izbę Gmin (House of Commons) na przewodniczącego komisji oczekującej na Karola II. Fairfax sam dostarczył konia, na którym Karol II pojechał na swoją koronację.
Pozostałe 11 lat swego życia Fairfax spędził z dala od spraw publicznych w swojej posiadłości w Yorkshire. Dotkliwie odczuł obelżywe potraktowanie zwłok jego towarzyszy broni, Cromwella i Iretona, które Karol II, w ramach pośmiertnej zemsty, nakazał zbezcześcić. Ciosem dla niego było również ścięcie w 1662 roku Henry’ego Vane’a. Oburzało go także warcholstwo panujące w Parlamencie za czasów panowania Karola II. Thomas Fairfax zmarł 12 listopada 1671 roku w Nunappleton i pochowany został w Bilbrough w pobliżu Yorku.

## Analiza
Jako żołnierz i wódz Fairfax był dokładny i metodyczny w planowaniu, w czasie bitwy natomiast był tak mocno zaangażowany, że niewielu śmiało się odezwać do niego. Wobec swych podkomendnych jak i wobec nieprzyjaciół był zarówno ceremonialny jak i rycerski. Także w życiu prywatnym jak i publicznym kierowały nim poczucie honoru i sumienność. Jednak jego skromność i niewiara we własne siły powodowały, że był mniej efektywny jako mąż stanu niż jako żołnierz. Także w roli polityka jak i dowódcy pozostał w cieniu swego towarzysza Olivera Cromwella.
Fairfax przejawiał także pewną aktywność na polu literackim. Przetłumaczył niektóre psalmy, napisał wiersze poruszające różne tematy, jak ludzka samotność, działania wojenne podczas angielskiej wojny domowej, krótkotrwałość życia i inne. Ostatnie miesiące swego życia spędził na pisaniu dwóch pamiętników (Memorials), które później opublikowano. Jeden z nich zajmował się akcjami wojennymi w północnej Anglii w latach 1621–1644, a drugi innymi wypadkami z okresu, gdy był naczelnym wodzem armii Parlamentu. W Yorku i Oksfordzie usiłował uratować przed rabunkiem tamtejsze biblioteki. Ponadto przekazał pewną liczbę cennych manuskryptów do Biblioteki Bodlejańskiej.
Lord Fairfax miał tylko jedną córkę – Mary Fairfax, która poślubiła George Villiersa, związanego z dworem Karola II rozrzutnego księcia Buckingham. Nauczycielem Mary Fairfax był przez pewien czas Andrew Marvell.